# 基準化分析法
基準化分析法（英語：Benchmarking），又称標竿測試、標竿管理，是指將自己企業的表現指標與業界最佳指标做比較。常見的指標包括品質、時間、成本等。標竿測試通過找出行業內表現最佳的公司或產品，並將其與自身進行比較，以了解目標公司在各方面的表現，並嘗試分析其成功的原因。
從本質上講，基準測試提供了企業績效的快照，有助於了解企業與行業標準和最佳實踐相比的表現。通常，根據結果進行某些調整，並嘗試促進改進。最初，修鞋匠在修鞋時為顧客測量腳型的做法被稱為基準測量；我將腳放在長凳上，沿著腳的輪廓在長凳上做記號，並製作出鞋樣。使用特定的指標來衡量績效（如單位成本、單位生產率、單位週期時間、單位缺陷數等），並將這些數據與自身進行比較。
在計算領域中（以顯示卡为例），進行基准测试（或称标杆测试）是指在顯示卡设备上執行一套標準測試，以此評估不同顯示卡设备的性能表现与差异